# Саутіст-Аркадія (Флорида)
Саутіст-Аркадія (англ. Southeast Arcadia) — переписна місцевість (CDP) в США, в окрузі Де-Сото штату Флорида. Населення — 6299 осіб (2020).

## Географія
Саутіст-Аркадія розташований за координатами 27°11′10″ пн. ш. 81°51′8″ зх. д. / 27.18611° пн. ш. 81.85222° зх. д. (27.186249, -81.852137).  За даними Бюро перепису населення США в 2010 році переписна місцевість мала площу 18,81 км², уся площа — суходіл.

## Демографія
Згідно з переписом 2010 року, у переписній місцевості мешкали 6554 особи в 1934 домогосподарствах у складі 1371 родини. Густота населення становила 348 осіб/км².  Було 2327 помешкань (124/км²).
Расовий склад населення:
| - 55,5 % — білих - 4,9 % — чорних або афроамериканців - 0,6 % — корінних американців - 0,5 % — азіатів - 35,0 % — осіб інших рас |

До двох чи більше рас належало 3,4 %. Частка іспаномовних становила 56,7 % від усіх жителів.
За віковим діапазоном населення розподілялося таким чином: 28,5 % — особи молодші 18 років, 61,4 % — особи у віці 18—64 років, 10,1 % — особи у віці 65 років та старші. Медіана віку мешканця становила 30,2 року. На 100 осіб жіночої статі у переписній місцевості припадало 129,3 чоловіків;  на 100 жінок у віці від 18 років та старших — 141,8 чоловіків також старших 18 років.
Середній дохід на одне домашнє господарство  становив 37 182 долари США (медіана — 32 028), а середній дохід на одну сім'ю — 39 141 долар (медіана — 33 529). Медіана доходів становила 26 052 долари для чоловіків та 27 072 долари для жінок. За межею бідності перебувало 37,5 % осіб, у тому числі 47,1 % дітей у віці до 18 років та 17,1 % осіб у віці 65 років та старших.
Цивільне працевлаштоване населення становило 3468 осіб. Основні галузі зайнятості: сільське господарство, лісництво, риболовля — 40,0 %, науковці, спеціалісти, менеджери — 11,0 %, мистецтво, розваги та відпочинок — 7,1 %, роздрібна торгівля — 6,9 %.